# Мишићна дистрофија
Мишићна дистрофија је група неуромишићних болести која резултира све већим слабљењем и разградњом скелетних мишића током времена. Болести се разликују по мишићима који су примарно погођени, степену слабости, брзини погоршања и када су симптоми почели. Многи људи на крају постану непокретни. Неке врсте су такође повезане са проблемима у другим органима.
Мишићна дистрофија садржи тридесет различитих генетских поремећаја који се обично сврставају у девет  главних категорија или врста. Најчешћи тип је Дишенова мишићна дистрофија која обично погађа мушкарце почевши од четврте године живота. Остале болести укључују Бекерову мишићну дистрофију, фациоскапулохумералну мишићну дистрофију, појасни облик мишићне дистрофије и миотону мишићну дистрофију. До њих долази због мутације гена који су укључени у стварање мишићних протеина. То се може догодити насљеђивањем дефекта од родитеља или мутацијом која се догодила током раног развоја. Болести могу бити повезане са X хромозомом, аутозомно рецесивне или аутозомно доминантне. Дијагноза често подразумијева тестове крви и генетичке тестове.
Не постоји лeк за мишићну дистрофију. Физичка терапија, протезе и корективна хирургија могу помоћи код неких симптома. Механичка вентилација може бити потребна онима који имају слабост у респираторним мишићима. Лијекови који се користе укључују стероиде за успоравање дегенерације мишића, антиепилептике за контролу епилептичких напада и неке мишићне активности, те имуносупресиве за одлагање оштећења умирућих мишићних ћелија. Исходи зависе од специфичне врсте поремећаја.
Дишенова мишићна дистрофија, која чини око половину свих случајева мишићне дистрофије, погађа око 5 хиљада мушкараца при рођењу. Мишићну дистрофију је први пут описао Чарлс Бел 1830-их. Ријеч „дистрофија” настала је од грчке ријечи dys, што значи тешко и ријечи trophia, што значи хранити. Генска терапија, као третман, је у раним фазама проучавања.